# Selección de voleibol de Cabo Verde
La selección de voleibol de Cabo Verde es el equipo formado por los mejores jugadores de Cabo Verde que representa a la Federación caboverdiana de Voleibol (Federação Cabo-Verdiana de VoleiBol). Según los datos de la clasificación mundial de la FIVB de agosto de 2016, se encuentra en el puesto n.º 71.

## Historia
Hasta la fecha, solo ha participado en la fase previa de una clasificación del Campeonato Mundial de Voleibol, en el año 2013, dónde paso la primera fase venciendo todos sus encuentros, y ya en segunda fase solo venció en uno de los cuatro juegos, que no le dio acceso al Mundial.

## Historial
| \| - 1949: No participó - 1952: No participó - 1956: No participó - 1960: No participó - 1962: No participó \| - 1966: No participó - 1970: No participó - 1974: No participó - 1978: No participó - 1982: No participó \| - 1986: No participó - 1990: No participó - 1994: No participó - 1998: No participó - 2002: No participó \| - 2006: No participó - 2010: No participó - 2014: No clasificada - 2018: \| | | |                                                                          |
| - 1949: No participó - 1952: No participó - 1956: No participó - 1960: No participó - 1962: No participó | - 1966: No participó - 1970: No participó - 1974: No participó - 1978: No participó - 1982: No participó | - 1986: No participó - 1990: No participó - 1994: No participó - 1998: No participó - 2002: No participó | - 2006: No participó - 2010: No participó - 2014: No clasificada - 2018: |